# پیتر هول
پیتر هول (انگلیسی: Petter Hol; ۱۹ مارس ۱۸۸۳ – ۲۲ ژوئن ۱۹۸۱) ژیمناست هنری اهل نروژ بود که در بازی‌های بین‌المللی ۱۹۰۶، المپیک تابستانی ۱۹۰۸، بازی‌های المپیک تابستانی ۱۹۱۲ و المپیک تابستانی ۱۹۲۰ شرکت کرده‌است.
در بازی‌های بازی‌های بین‌المللی ۱۹۰۶ در آتن، او عضو تیم نروژ بود که مدال طلای مسابقات تیمی ژیمناستیک را به دست آورد. در سال ۱۹۰۸ در مسابقات تیمی ژیمناستیک با تیم نروژ به مدال نقره دست یافت. او همچنین در مسابقات همه‌جانبه شرکت کرد، اما نتیجه او مشخص نیست.
چهار سال بعد او عضوی از تیم ژیمناستیک نروژی بود که مدال برنز تیم ژیمناستیک مردان، رویداد سیستم سوئد را به دست آورد. در سال ۱۹۲۰ او مجدداً در مسابقات تیمی مردان، سیستم آزاد، مدال نقره گرفت. در مسابقات انفرادی همه‌جانبه او چهاردهم شد.